# Phyllognathopus
Phyllognathopus är ett släkte av kräftdjur. Phyllognathopus ingår i familjen Phyllognathopodidae.
Phyllognathopus är enda släktet i familjen Phyllognathopodidae.
Kladogram enligt Catalogue of Life:
| Phyllognathopus | \| \| Phyllognathopus coeca \| \| \| \| \| \| Phyllognathopus viguieri \| \| \| \| \| \| Phyllognathopus volcanicus \| \| \| \| |
|                 | \| \| Phyllognathopus coeca \| \| \| \| \| \| Phyllognathopus viguieri \| \| \| \| \| \| Phyllognathopus volcanicus \| \| \| \| |
|                 | Phyllognathopus coeca |
|                 | |
|                 | Phyllognathopus viguieri |
|                 | |
|                 | Phyllognathopus volcanicus |
|                 | |